# Christian Rosenkrantz (1766-1817)
 Der er flere personer med dette navn, se Christian Rosenkrantz (flertydig).
Christian lensbaron Rosenkrantz (født 6. maj 1766 på Lykkesholm, død 4. september 1817) var en dansk lensbesidder.
Rosenkrantz var søn af lensbaron Iver Rosenkrantz og Maria Elisabeth Dorothea Lente af Adeler. Han studerede på det ridderlige akademi i Sorø, blev 1780 hofjunker, fik prøveeksamen fra Akademiet 1783, blev kammerjunker 1784, holdt tale på kongens fødselsdag 1786 og blev 1788 cand. jur.; hans hovmester var Niels Spandet (1749-1810), som senere blev sognepræst.
Rosenkrantz blev 1788 fænrik à la suite ved Fynske Dragonregiment, fik 1790 afsked og blev juleaften samme år vicelandsdommer ved Nørrejyllands Landsting med successionsret, blev 1795 forpagter af Willestrup, 1801 kaptajn og kompagnichef ved 1. østjyske Landeværnsregiment og fik samme år sin bestalling som vicelandsdommer kasseret på grund af forsømmelig embedsførelse. 1808 fik han sin afsked som kaptajn i landeværnet. I 1811 fik han overdraget Baroniet Willestrup af faderen, men solgte det 1812 og skulle da substituere det med et fideikommis på 200.000 rigsdaler. I 1813 blev han ydermere besidder af Stamhuset Rosenholm.
9. marts 1792 ægtede han i Nysted Kirke Ida Vilhelmine komtesse Raben (født 1. december 1767 i København, død 20. januar 1847 i samme by), datter af greve Otto Ludvig Raben og Anna Catharina Heningia von Buchwaldt.
Han er begravet på Hornslet Kirkegård.